# Kif Kroker
Le Lieutenant Kif Kroker est un personnage fictif de la série télévisée Futurama.

## Biographie
Né sur Amphibios 9, comme la présidente du DOOP, Kif est le second de Zapp Brannigan. C'est un petit extraterrestre vert. On pourrait le comparer à une sorte de grenouille humanoïde hermaphrodite (mais sans os). Il est capable de marcher à quatre pattes au plafond tel un lézard, il peut également "regonfler" ses membres écrasés (ainsi que sa tête), en cas de stress il a un réflexe mimétique qui le fait se fondre dans le paysage.
Il est à la fois peureux et courageux. 
Kif est donc le lieutenant, mais aussi (et surtout) l'esclave, de Zapp Brannigan (Kif dort juste sous sa chambre).  Il ne rêve que d'une chose : partir le plus loin possible de son supérieur, qui lui fait endurer les pires corvées, sans avoir le courage de partir… Il tient aussi auprès de lui le rôle de conseiller (mais n'est jamais écouté), et la plupart des victoires de Brannigan lui sont dues. À l'inverse, Zapp lui fait porter le chapeau de toutes ses défaites et catastrophes (comme dans les épisodes "La Déchéance de Brannigan", "Titanic 2" (ce qui lui permettra de rencontrer Amy) ou "Amazones amoureuses").
Zapp Brannigan le considère comme son meilleur ami (et c'est aussi son unique ami), mais la réciproque est loin d'être vraie. Et malgré le fort ressentiment de Kif envers Zapp, ils sont toujours ensemble, même quand Zapp est démis de ses fonctions au ODP (DOOP en VO). Leur proximité est telle que Kif ne peut s'empêcher de parler de Zapp Brannigan, et raconte même des détails très intimes dans La Déchéance de Brannigan. Malgré toute son exaspération, Kif agit exactement comme Zapp, et dans l'épisode La guerre, c'est l'enfer, Kif est tyrannique avec Fry et lui fait faire des tâches ingrates.

## Vie sentimentale
Il est d'une timidité maladive avec les filles (surtout avec Amy). Malgré son aspect physique très particulier, il jouit d'un succès relatif auprès de la gent féminine, qualifié de « mâle le plus désirable » dans Amazones amoureuses, ayant à son corps défendant un gros succès en tant que gigolo dans La Déchéance de Brannigan et ayant réussi à séduire et rendre plus stable sentimentalement Amy Wong.
Le lieutenant Kroker tombe amoureux d'Amy Wong lors du naufrage du Titanic 2. Il était aux commandes du vaisseau juste avant qu'il ne soit aspiré par un trou noir. Les parents d'Amy ont pensé que sa promotion soudaine était une très bonne chose et l'ont immédiatement présenté comme un bon parti possible à leur fille, qui semblait disposée à suivre cet avis. Leur relation a d'abord mal commencé : après avoir sauvé Amy du Titanic, Kif, nerveux et timide, n'osait pas l'appeler pour fixer un rendez-vous et se contentait d'appeler dix fois par jour (pendant un an !), à un point tel qu'Amy pensait être victime d'un pervers. Zapp Brannigan a involontairement arrangé les choses en négociant pour lui et son second un demi rendez-vous avec Leela et Amy. Kif a failli tout gâcher en suivant les mauvais conseils de son supérieur, mais son amour sincère pour elle a ému Amy. Cependant, quand cette dernière a parlé de Kif à ses parents, ces derniers l'avaient apparemment oublié… 
À noter : Kif tombe « enceint » de Leela par contact dermique lors d'un combat contre Attila le Hun.